# ラクチトール
ラクチトール(Lactitol)は、低カロリーで砂糖の約40%の甘さを持ち、代替甘味料として用いられる糖アルコールである。瀉下薬としても用いられる。ダニスコとPurac Biochemの2つの業者が作っている。

## 応用
ラクチトールは、低カロリー食物等に用いられる。高い安定性のため、焼成に良く用いられる。また、ノンシュガーのキャンディ、クッキー、チョコレート、アイスクリーム等にも使われる。さらに、プレバイオティクスとして、大腸の健康を促進する。ラクチトールは吸収されにくいため、典型的な炭化水素の1グラム当たり4カロリーに対して、1グラム当たり2.4カロリーしかない。
アデラル等の処方薬の賦形剤としても用いられる。
瀉下薬でもあり、Importal等の商標名で、便秘の治療等に用いられる。
ラクチトールは、エダウチオオバコの殻と組み合わせて、瀉下薬として突発性便秘の治療に用いられる。

## 安全性と健康
ラクチトール、エリトリトール、ソルビトール、キシリトール、マンニトール、マルチトールは、全て糖アルコールである。アメリカ食品医薬品局は、糖アルコールを、”GRAS”（一般に安全を認められる）に分類している。食品添加物として承認されており、う蝕や血糖値の上昇を生じさせないものとして認識されている。世界中の多くの国でも、食品への利用が認められている。
エリトリトールを除いた他の多くの糖アルコールと同様に、ラクチトールも人によっては、筋痙攣、鼓腸、下痢等を起こす。これは、ヒトが上部消化管に、適したβ-ガラクトシダーゼを持っていないため、摂取したラクチトールの大部分が大腸まで到達し、ここで腸内細菌によって発酵されて、浸透作用により腸に水を吸い上げる。ヒトによる実験では、1日当たり5グラムのチョコレートの摂取では消化管に全く変化はなく、1日当たり10グラムでもほとんど変化はなかった。